# Ситора (футбольный клуб)
«Ситора» — бывший футбольный клуб из города Душанбе (Таджикистан).

## История клуба
Клуб имел недолгую, но яркую историю. В 1992 году он дебютировал в независимом чемпионате Таджикистана, заняв только 10-е место. Однако уже в 1993 году команда сделала дубль — выиграла чемпионат, опередив «Памир», и Кубок Таджикистана.
Триумф в чемпионате удалось повторить в сезоне 1994, а в 1995—1996 годах команда была в призёрах. 1997 оказался последним годом существования клуба — из-за финансовых проблем он распался и снялся с чемпионата.

## Достижения
- Чемпион Таджикистана (2): 1993, 1994.
- Серебряный призёр чемпионата Таджикистана (1): 1996.
- Бронзовый призёр чемпионата Таджикистана (1): 1995.
- Обладатель Кубка Таджикистана (1): 1993.

## Известные игроки
- Алишер Тухтаев
- / Рахматулло Фузайлов
- / Денис Книтель
- Нажметдин Толибов
- Амоншо Содатсайров
- Рустам Ходжаев
- Хикмат Фузайлов